# 角足龙类
角足龙类是鳥臀目的一個演化支或亞目。牠們是頜齒類裡，裝甲类的姐妹分類單元。角足龙类的特徵是下頜牙齒有一層厚琺瑯質。牠們的牙齒咀嚼時磨損不平均，並發展出銳利的脊狀，可讓角足龙类比其他鳥臀目恐龍切碎更堅硬的植物。
牠們可分為二或三個演化支。第一個是鳥腳亚目。其他兩個是腫頭龍亚目與角龍亚目。後兩者因頭顱骨後方都擁有骨質突起，有時合稱頭飾龍類。
在1986年，保羅·塞里諾（Paul Sereno）建立角足龙类（Cerapoda），範圍包含：沃克氏副櫛龍與恐怖三角龍的最近共同祖先，與其最近共同祖先的所有後代。
有數個物種難以歸類到鳥腳亚目或頭飾龍類。
角足龙类比新鳥臀類（Neornithischia）的範圍狭窄。

## 分類
以下演化樹主要根據理察·巴特勒（Richard J. Butler）在2005年的角足龙类恐龍研究：
- 角足龙类 Cerapoda
  - 鳥腳亞目 Ornithopoda
  - 頭飾龍類 Marginocephalia

## 外部連結
- Encyclopædia Britannica （页面存档备份，存于）
- Palæos